# Vital Signs
Vital Signs (Známky života) byla pákistánská hudební skupina, která patřila k průkopníkům západní hudby v této konzervativní islámské zemi. Jejich styl byl inspirován vzory jako Pink Floyd, Led Zeppelin a dalšími, stali se idoly mladé pákistánské generace. Skupinu založili v Rávalpindí roku 1986 Rohail Hyatt a Shahzad Hassan, v roce 1991 podnikla úspěšné turné po Spojených státech. Vital Signs se rozpadli v roce 1998, kdy se jednotliví členové skupiny vydali na sólovou dráhu. V roce 2002 společně vystoupili na koncertě pořádaném v Karáčí na počest předčasně zesnulé pákistánské zpěvačky Nazii Hassan.

## Diskografie
- 1989: Vital Signs 1
- 1991: Vital Signs 2
- 1993: Aitebar
- 1995: Hum Tum